# 5636 Jacobson
Az 5636 Jacobson (ideiglenes jelöléssel 1985 QN) a Naprendszer kisbolygóövében található aszteroida. Edward L. G. Bowell fedezte fel 1985. augusztus 22-én.